# Eisenbahnmuseum Zubrnice

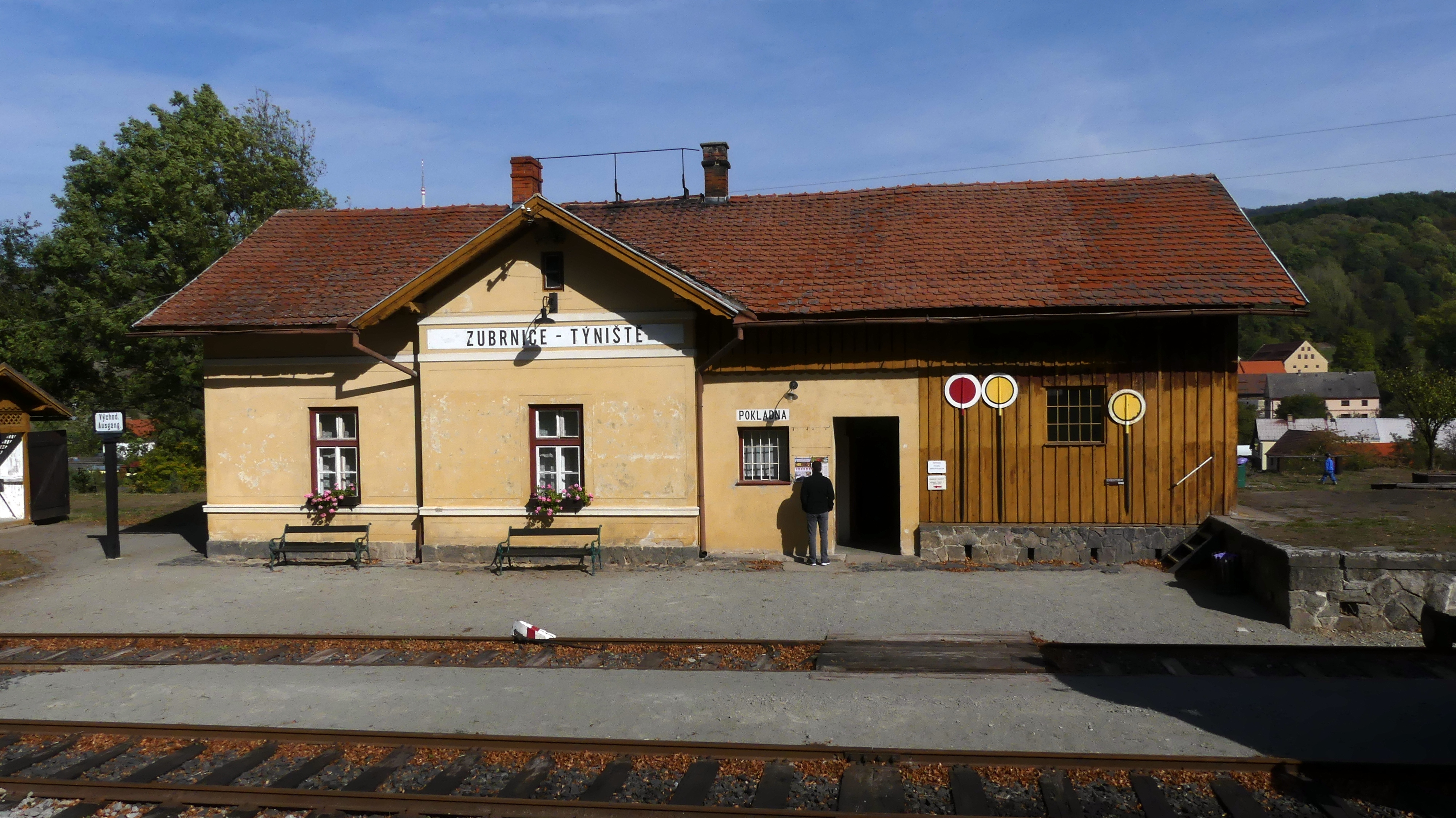
Standort des Museums ist der Bahnhof in Zubrnice (2018)

Das Eisenbahnmuseum Zubrnice ist ein Eisenbahnmuseum in Tschechien, das Teil des Museumskomplexes zur Volksarchitektur im Böhmischen Mittelgebirge in Zubrnice ist. Auf dem Areal des Bahnhofes Zubrnice (früher: Saubernitz-Tünscht) der einstigen Lokalbahn Großpriesen–Wernstadt–Auscha (L.G.W.A.) werden historische Eisenbahnfahrzeuge, Sicherungstechnik und Draisinen gezeigt. Zudem gibt es eine Ausstellung zur Streckengeschichte.

## Geschichte

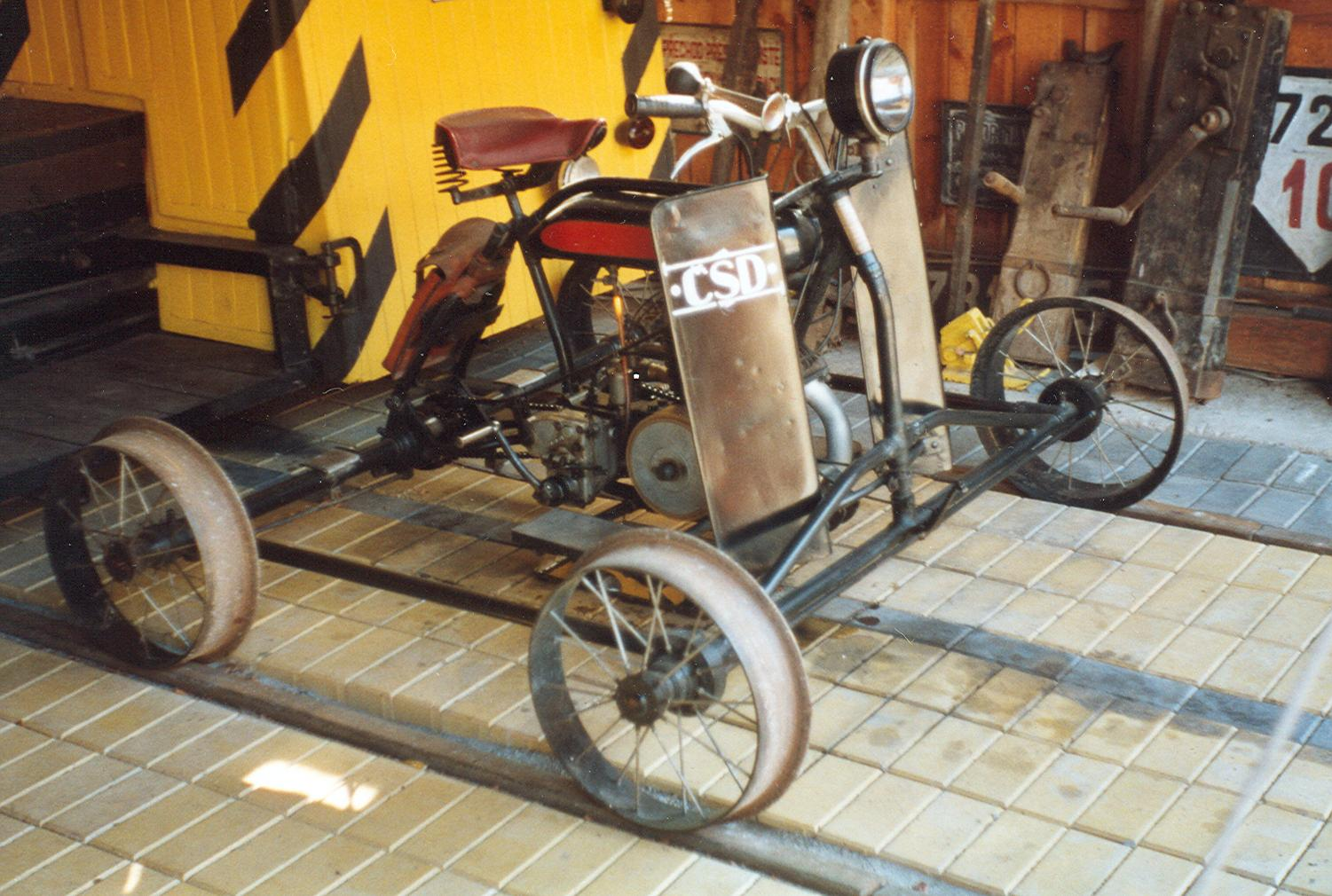
Fahrraddraisine Šlégr im Museum (2005)

Seinen Ursprung hat das Museum in den Bestrebungen des staatlichen Denkmalschutzes, ab den 1970er Jahren in der Gemeinde Zubrnice ein Freilichtmuseum zur Volksarchitektur des Böhmischen Mittelgebirges aufzubauen. In diesem Zusammenhang wurde auch das Aufnahmsgebäude des Bahnhofs Zubrnice 1988 denkmalschutzgerecht instand gesetzt. Die seit 1978 stillgelegte, aber noch befahrbare Eisenbahnstrecke von Velké Březno wurde im gleichen Jahr zur Museumsbahn erklärt.
Erst 1996 entstand auf Initiative des 1993 gegründeten Vereines Zubrnická museální železnice auf dem Gelände des Bahnhofes in Zubrnice das heutige Eisenbahnmuseum, welches mit einer beachtlichen Draisinensammlung auf dem Bahnhofsgelände in die Praxis umgesetzt wurde.
Seit Oktober 2010 gibt es von Velké Březno bis Zubrnice einen regelmäßigen Museumsbetrieb an den Wochenenden im Sommerhalbjahr, der seit 2016 als touristische Linie T3 „Zubrnický motoráček“ in den Regiotakt Ústecký kraj integriert ist.
Das Museum hat von Mai bis September täglich außer montags von 9 Uhr bis 18 Uhr, im April und Oktober freitags bis sonnabends von 9 Uhr bis 16 Uhr geöffnet.